# Valtýingarne
Valtýingarne (islandsk: Valtýingar) var et islandsk politisk parti, der under forskellige navne var aktivt 1897-1907. Partiet etableredes i 1897, da altingsmand og lektor i islandsk historie ved Københavns Universitet Valtýr Guðmundsson foreslog et kompromis i Altingets strid med den danske regering om islands forfatningsmæssige status. Hans løsning var, at Ministeren for Island fortsat skulle residere i København og være medlem af det danske statsråd, men samtidig være medlem af Altinget og ansvarlig overfor Altinget. Dette ville de facto medføre, at ministeren skulle være islænding og samtidig indføre parlamentarisme.
Valtýingarne samlede pragmatiske nationalister, der ønskede konkrete fremskridt henimod selvstyre, så man kunne påbegynde et reformprogram og udvikle datidens tilbagestående og fattige islandske samfund fremfor at fokusere på juridiske formalia, såsom Ministeren for Islands medlemskab af det danske statsråd.
Partiet var, som alle datidens islandske partier, et rent parlamentsparti, der bestod af en gruppe af altingsmænd, og havde ingen medlemmer eller partiorganisation.

## Baggrund
I 1881 genoptog Benedikt Sveinsson den islandske selvstændighedskamp ved at foreslå en revision af den islandske forfatning fra 1874 med tre hovedkrav: Ministeren for Island skulle være islænding, residere i Reykjavík og ikke være medlem af de danske statsråd. Hans tilhængere blev kaldt Revisionsbevægelsen (Enðurskodunarhreyfingin). Ministeriet Estrup og de efterfølgende højreregeringer i Danmark afviste konsekvent disse krav.

## Modstandere
Valtýingarne blev modarbejdet både af en kreds af konservative embedsmænd omkring landhøvdingen Magnús Stephenssen, den såkaldte "landshøvdingsklike", og Revisionsbevægelsen. Baggrunden for Revisionsbevægelsens modstand var en modvilje mod at gå på kompromis i det symbolsk vigtige spørgsmål om statsrådet (og dermed anerkende, at Island var en del af den danske stat), samt social modvilje mod Valtýingarnes to ledere Valtýr Guðmundsson og Skúli Thoroddsen, der begge kom fra en lav social baggrund.
På trods af deres forskellige udspring og holdningsforskelle forenedes disse to grupper efter Benedikt Sveinssons død i 1899 i Hjemmestyrepartiet, hvis leder blev Hannes Hafstein. Valtýingarne og Hjemmestyrepartiet var de første egentlige politiske partier på Island.

## Partiets videre udvikling
Med systemskiftet i 1901 skiftede den danske regering holdning til det islandske spørgsmål, og ved forfatingsændringen af 1904 flyttedes Ministeriet for Island til Reykjavík, og parlamentarismen indførtes i praksis, selvom det ikke stod i lovteksten. Dermed var Valtýrs oprindelige forslag forældet, men partiet fortsatte som samlingssted for oppositionen til Hannes Hafsteins Hjemmestyrepartiet og begyndte at kræve mere vidtgående selvstyre. Partiet udfordredes dog fra 1902 af det radikale Landeværnspartiet, der krævede fuld selvstændighed og forbindelsen til Danmark reduceret til en ren personalunion.

## Dannelsen af Selvstændighedspartiet
Den 29. juni 1907 afholdt partiet sammen med Landeværnspartiet et massemøde på Thingvellirsletten i protest mod den dansk-islandske forfatningskommissions udkast til en ny forfatning med 7.000 fremmødte (Island havde dengang ca. 85.000 indbyggere). Her protesterede man mod udsigten til et kompromis med Danmark i forfatningssagen og Valtýingarnes tingmænd erklærede, at de fra nu af var "selvstændighedens parti". Landeværnspartiets eneste altingsmedlem Sigurður Jensson gik efterfølgende med til Valtýingarnes gruppemøder i Altinget uden dog formelt at tilslutte sig partiet. Ved altingsvalget 1908 indgik de to partier et valgforbund, der stillede op under navnet Selvstændighedspartiet. Landeværnspartiet fik dets leder Bjarni Jónsson valgt, og da Altinget samledes næste gang i juli 1909 stiftede han og Þjóðræðisflokkurinns tingmænd formelt Selvstændighedspartiet.

## Navne
Valtýingarne kaldte sig stjórnbótamenn ("regeringsforbedringsmænd") eller Stjórnbótaflokkurinn frem til 1900, Framfaraflokkurinn (Fremdriftspartiet) 1900-1903, Framsóknarflokkurinn (Fremskridtspartiet) 1903-1905, og skiftede derefter endnu engang navn til Þjóðræðisflokkurinn (Folkestyrepartiet); det var imidlertid den samme kreds af pesoner, der gik igen under alle disse navne.